# Ures (Caborca)
Ures es un ejido del municipio de Caborca ubicado en el noroeste del estado mexicano de Sonora, en la zona del desierto de Sonora. Según los datos del Censo de Población y Vivienda realizado en 2020 por el Instituto Nacional de Estadística y Geografía (INEGI), Ures tiene un total de 333 habitantes. Se cree que sus primeros pobladores llegaron aquí el 3 de septiembre de 1977 quiénes eran campesinos en el lugar, pero no fue hasta el 13 de agosto de 1983 que solicitaron oficialmente al gobierno mexicano se les concedieran estas tierras. El nombre se le dio en honor al pueblo y municipio del mismo nombre, Ures, ubicado en el centro del estado, que llegó a ser la capital del estado en el siglo XVIII.

## Geografía
Ures se sitúa en las coordenadas geográficas 30°44'10" de latitud norte y 112°57'23" de longitud oeste del meridiano de Greenwich, a una elevación de 32 metros sobre el nivel del mar.